# Guillaume Marcellin Proteau
Pour les articles homonymes, voir Proteau.
Guillaume Marcellin Proteau, né le 2 mai 1772 à Groix (Morbihan), mort le 21 septembre 1837 à Lorient (Morbihan), est un général français de la Révolution et de l’Empire.

## États de service
Il commence sa carrière en 1793, dans la marine, et en 1797, il fait partie de l’expédition en Irlande conduite par le général Hoche en tant que lieutenant de vaisseau sur le navire « l’Aigle », et il est fait prisonnier à Bantry. 
Il est nommé capitaine de frégate le 24 septembre 1799, et le 7 janvier 1801, il prend le commandement de la frégate « l’Indienne ». Il est promu capitaine de vaisseau le 24 septembre 1803. Il est fait chevalier de la Légion d’honneur le 4 février 1804, et officier de l’ordre le 14 juin 1804.
Le 12 avril 1809, attaqué par les Anglais à l’Île-d'Aix, il met le feu à son navire. Jugé pour cet acte, il sera condamné à trois mois d’arrêts simples dans sa chambre, mais il perd son emploi.
Le 19 juin 1811, il commande le 17e équipage des flottilles, et le 22 mars 1812, il est envoyé en Russie, dans la forteresse de Pillau. Le 16 mai 1813, il passe adjudant commandant dans la Grande Armée, et il est promu général de brigade le 6 novembre 1813, chef du grand quartier général de la Grande Armée.
Lors de la première restauration, il est fait chevalier de Saint-Louis le 21 août 1814, et en octobre 1814, il est envoyé par le roi Louis XVIII, à Kœnigsberg en Prusse, pour négocier le retour des prisonniers. Il est élevé au grade de commandeur de la Légion d’honneur le 27 décembre 1814.
Pendant les Cent-Jours, il commande le département des Hautes-Alpes le 26 mars 1815, puis la place de Cherbourg le 20 mai 1815. Du 9 janvier 1816, à 1832, il commande plusieurs départements. 
Il est créé vicomte en 1823, par le roi Louis XVIII, et il est admis à la retraite en 1834.
Il meurt le 21 septembre 1837, à Lorient.

## Hommage
- Une caserne porte son nom à Cherbourg, elle abrite l’École des applications militaires de l'énergie atomique.

## Sources
- (en) « Generals Who Served in the French Army during the Period 1789 - 1814: Eberle to Exelmans »
- Thierry Pouliquen, « Les généraux français et étrangers ayant servis [sic] dans la Grande Armée » (consulté le 20 octobre 2014)
- « Cote LH/2233/1 », base Léonore, ministère français de la Culture
- Jean Voisin-La-Hougue et Alexis Géhin, Histoire de la ville de Cherbourg, continuée par Verusmor, Cherbourg, imprimerie Boulanger, 1835, p. 11.
- Louis Gabriel Michaud, Biographie des hommes vivants, ou, Histoire par ordre alphabétique de la vie publique de tous les hommes qui se sont fait remarquer par leurs actions ou leurs écrits, tome 5, Paris, L.G Michaud, 1819, 560 p. (lire en ligne), p. 115.
- (pl) « Napoléon.org.pl »